# Jean de Galard de Béarn
Jean de Galard de Béarn, « baron de Saint-Maurice, Poy, Terre-Rouge, Saint-Loboer, Saint-Sever, La Rochebeaucourt, seigneur de Semoussac, Semillac, Clion, Saint-Antoine-du-Bois », né en 1579, et mort à Paris le 14 mars 1645.

## Biographie
Jean de Galard de Béarn est le fils de René de Galard de Béarn (1555-1612), baron de Brassac, de Saint-Maurice, de Poy, La Rivière, seigneur de Clion et Saint-Antoine de Bois, en Saintonge, de Pradeils, en Rouergue, guidon d'Honorat II de Savoie, amiral de France, chevalier de l'ordre du roi, premier gentilhomme de la chambre du duc d'Alençon, et de Marie de La Rochebeaucourt (1558-1594).
Protestant, il a guerroyé avec Henri IV dès l'âge de 15 ans. Il est nommé gouverneur de Saint Jean d'Angély en 1601. En 1609, Henri IV élève la baronnie de Brassac et comté. Il est élu par la Saintonge à l'Assemblée de Saumur en 1611 et il est chargé comme commissaire protestant de la mise en œuvre de l'édit de pacification en Saintonge. Les protestants finirent par l'accuser de pencher vers le catholicisme en voulant retirer Saint-Jean-d'Angély au duc de Rohan qui en avait été nommé gouverneur. Brassac est éloigné de Saint-Jean-d'Angély et reçu à la cour, reçoit un brevet de conseiller d'État, suit le roi en Guyenne en 1615-1616. 
Il se convertit alors au catholicisme avec sa femme, Catherine de Saint-Maure. Il se rapproche du cardinal de Richelieu à partir de 1617. Après la chute du premier gouvernement de Richelieu, il suit le roi pour la reprise des Ponts-de-Cé et de Saint-Jean-d'Angély en 1621 et en est nommé gouverneur à la place du duc de Rohan. 
En 1622, il est nommé lieutenant général au gouvernement du Haut et Bas-Poitou, gouverneur de Châtellerault. Après le retour de Richelieu au gouvernement, il participe au siège de La Rochelle. En 1629, il est ambassadeur près du Pape Urbain VIII et obtient le chapeau de cardinal pour le frère de Richelieu, archevêque de Lyon. Il s'est employé à faire envoyer Mazarin à Paris. Il a quitté Rome le 21 novembre 1632. 
De retour en France, il est nommé ministre d'État le 10 février 1633, puis le 8 mars, tout en conservant la lieutenance du Poitou, il est nommé gouverneur de la Saintonge, de l'Angoumois. Comte de Brassac, il est reçu chevalier du Saint-Esprit le 14 mai 1633. 
Après l'occupation de Nancy, il est gouverneur de Nancy et de Lorraine entre 1633 et 1635.

## Famille
- Arnaud I de Lomagne (950/970-après le 29 juillet 1011), vicomte. Il est cité par Hugues de Gascogne (mort vers 1013), évêque d'Agen qui porte également le titre d'évêque de Gascogne Hugues de Gascogne est l'arrière-petit-fils de Garcia Sanche le Courbé, petit-fils de Sanche IV Garcia de Gascogne, fils de l'évêque-duc Gombaud, neveu de Guillaume Sanche de Gascogne comte de Gascogne, le cite dans une donation de l'abbaye de Condom. Le texte de cette donation ne précise pas le lien de parenté avec la famille de Gascogne, mais il est cité juste après Guillaume Sanche ce qui montre qu'il devait lui être lié[1]
  - Arnaud II de Lomagne (vers 988-1055), vicomte de Lomagne, remarié avec Adélaïs de Gascogne, fille de Guillaume Sanche de Gascogne et d'Urraca de Navarre
  - Garcie Arnaud de Lomagne (†1062), premier baron de Galard (ou Goalard) en Condomois, souscrit une charte faite en 1062 par Huraud, vicomte de Brulhois
    - Aimery de Galard, baron de Galard en Condomois (mort vers 1075)
      - Argaias de Galard, baron de Galard en Condomois

    - Pierre le Vieux
      - Pierre le Jeune
        - Bernard de Galard, baron de Galard
          - Guillaume I de Galard (1100-1140)
            - Montasin I de Galard (1140-1195), baron de Galard
              - Arsieu I de Galard (1195-1211), baron de Galard
                - Bertrand I de Galard, seigneur de Limeuil
                - Guillaume II de Galard (mort en 1236), baron de Galard, seigneur de Terraube, de L'Isle-Bouzon, de Sempesserre, de Saint-Léonard et d'Aubiac, marié avec Mathilde
                  - Arsieu II de Galard (ca 1200-1265), baron de Galard en Condomois, seigneur de Terraube, de L'Isle-Bouzon, de Sempesserre, de Saint-Léonard et d'Aubiac, marié avec Gazenne de Franc
                  - Arnaud de Galard, évêque d'Agen de 1235 à 1245
                  - Montassin de Galard; abbé de Condom (mort en 1247)
                    - Arsieu IIÎ de Galard, baron de Galard en Condomois, seigneur de Terraube et d'Aubiac
                      - Géraud I de Galard, baron de Galard en Condomois, seigneur de Terraube, marié en 1278 avec Eléonore d'Armagnac, dame de Brassac, fille de Géraud VI d'Armagnac et de Mathe de Béarn
                        - Géraud II de Galard, seigneur de Terraube
                        - Bertrand de Galard (1285-1320), chevalier banneret, baron de Brassac, origine de la branche des Galard de Brassac, marié en 1303 avec Esclarmonde de Thézac
                          - Guillaume I de Galard (1310-1357), baron de Brassac, marié en 1330 avec Borgue de Beauville
                            - Guillaume II de Galard (1340-1407), baron de Brassac, marié en secondes noces avec Esclarmonde de Rovignan
                              - Jean I de Galard, né en 1390, baron de Brassac, chambellan du roi Louis XI, marié en 1415 avec Bertrande de Manas
                                - Pierre de Brassac, baron de Brassac, grand sénéchel de Quercy, marié en 1431 avec Antoinette de Martines
                                  - Claire de Galard, mariée en 1456 avec Etienne du Gout, seigneur d'Andoufielle et du Castéra-Bouzet, écuyer du comte d'Armagnac

                                - Jean II de Galard, seigneur de Fauroux ou de Favreux, puis baron de Brassac par donation de son frère Pierre, marié le 19 septembre 1454 avec Miracle de La Valette-Parisot
                                  - Hugues de Galard, baron de Brassac, marié en premières noces, le 9 novembre 1484, avec Marie de Grossolles de Flamarens, puis après sa mort, le 12 novembre 1508 avec Jeanne d'Antin, veuve de Jean de Béarn, baron de Saint-Maurice
                                    - François I de Galard (1485-1536), baron de Brassac, marié avec Jeanne de Béarn (1490-1555), dame de Saint-Maurice, héritière du nom, des armes et des titres de sa branche
                                      - Jean III de Galard de Béarn (mort en 1590), baron de Brassac et de Saint-Maurice, capitaine de 50 hommes d'armes, échanson du Dauphin, gentilhomme de la chambre du roi, marié le 13 septembre 1552 avec Jeanne de La Roche-Andry, dame de Clion-en-Saintonge et de Saint-Antoine du Bois
                                        - René de Galard de Béarn (1555-1612), baron de Brassac, de Saint-Maurice, de Poy, La Rivière, seigneur de Clion et de Saint-Antoine du Bois, en Saintonge, de Pradeils, en Rouergue, marié le 15 juin 1578 avec Marie de La Rochebeaucourt (1558-1594), dame de La Rochebeaucourt
                                          - Jean de Galard de Béarn (1579-1645), baron puis comte de Brassac, marié le 16 avril 1602 avec Catherine Marguerite de Sainte-Maure (1587-1648), sans descendance
                                          - Louis de Galard de Béarn (1581-1647), comte de Brassac, marié le 26 août 1609 avec Marie de Rançonnet (†1651), dame du Repaire de Rougnac
                                            - Alexandre de Galard de Béarn (1610-1707), marquis puis comte de Brassac, baron de La Rochebeaucourt, seigneur de Semoussac, du Repaire de Rougnac, de Mas-Millaguet, de Semoussac, de Lavaur, baron de Salles et de Genté,  colonel du régiment de Navarre-Infanterie, marié le 24 septembre 1646 avec Charlotte de La Rochefoucauld, dame de Salles
                                              - François Alexandre de Galard de Béarn (1648-1713), comte de Brassac, colonel dans le régiment d'infanterie d'Angoumois en 1692, marié le 16 décembre 1691 avec Marthe Madeleine de Foullé (1662-1747), dame de Prunevault

                                - Hector de Galard (1415-1475), chevalier de Saint-Michel, chambellan de Louis XI, capitaine de 120 gentilhommes de sa garde

                          - Pierre de Galard, deuxième évêque de Condom entre 1340 et 1369

                        - Raymond de Galard, abbé puis premier évêque de Condom en 1317–1340
                        - Pierre de Galard, baron de Limeuil et de Clarens, grand maître des arbalétriers de France, nommé en 1310, mort en 1338, gouverneur de Flandre et de Guyenne, origine de la branche des barons de Limeuil

## Armoiries
| Blason | Blasonnement : Porte écartelé. Au premier d'or à trois corneilles de sable, membrées & becquées de gueulles, deux en chef et une en pointe, qui est de Gallard. Au 2 d'azur à l'Aigle esployée à deux testes d'or, qui est de la Rochebeaucourt. Au 3 lozangé d'argent et de gueulles, chaque lozange d'argent chargé de deux fasces d'azur, qui est de la Roche-Andry.Au 4 d'or à deux vaches passantes de gueulles, accollées, accornées, & clarinées d'azur, qui est de Béarn. Supports, deux licornes d'argent. Cimier, une teste de licorne aussi d'argent. Commentaires : D"après Clairambault, Histoire de l'Ordre du Saint-Esprit, 1231-1239 |